# Задериевка (река)
Задериевка (укр. Задеріївка) — левый приток Днепра, протекающий по Черниговскому району (Черниговская область, Украина).

## География
Длина — 12 км.
Русло, кроме приустьевого части, выпрямлено в канал (канализировано), шириной 9 м и шириной 1,8 м. Урегулировано гидротехническими сооружениями. Русло реки служит магистральным каналом осушительной системы болота Фроловое. На реке нет прудов.
Берёт начало на болотном массиве Фроловое. Река течёт на север. Впадает в озеро Рогово, которое сообщается с рекой Днепра, севернее села Каменка.
Пойма занята очагами лесами и лесополосами, в приустьевой части — заболоченными участками с лугами.
Притоки:
Безымянные ручьи.
Населённые пункты на реке (от истока до устья):
1. Задериевка